# Sonagachi

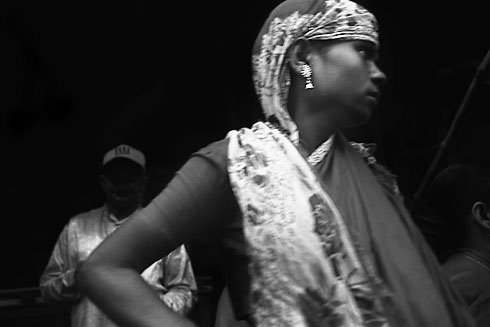
Foto de Sonagachi, 2005

Sonagachi es el distrito rojo más grande de Asia. En la zona hay varios cientos de burdeles de varios pisos y, según datos de 2012, en ellos trabajan aproximadamente 11.000 trabajadoras sexuales. Sonagachi se encuentra en el norte de Calcuta, cerca de la intersección de la avenida Chittaranjan y Shobhabazar con la calle Beadon, aproximadamente a un kilómetro al norte del Palacio de Mármol de Calcuta.

## Etimología
En bengalí, Sona Gachi significa "Árbol de oro". Según la leyenda, durante los primeros días de Calcuta, el área era la guarida de un notorio ladrón musulmán llamado Sanaullah, quien vivía ahí con su madre. A su muerte, se dice que la doliente mujer escuchó una voz proveniente de su choza, que decía: "Madre, no llores. Me he convertido en un Gazi”, y así nació la leyenda del Sona Gazi. La madre construyó una mezquita en memoria de su hijo, aunque esta cayó en desuso, y finalmente desapareció tras ser abandonada. Sona Gazi se terminó convirtiendo en Sonagachi.

## Cultura popular
El documental Los Niños del Barrio Rojo ganó el Óscar al mejor largometraje documental en el año 2005. Representa la vida de los niños nacidos de prostitutas en Sonagachi. " Born into Brothels " es un documental que lleva al espectador más allá de las famosas calles obstruidas por prostitutas a las casas de los niños que viven en el llamado peor lugar de la tierra. Si la película tiene una historia de éxito, es el descubrimiento de Avijit, de diez años, cuya afinidad natural por crear composiciones emocionantes a través de la lente le valió una invitación a la World Press Photo Foundation en Ámsterdam .
También hay un documental titulado Tales of The Night Fairies del Profesor Shohini Ghosh y la Dra. Sabeena Ghadioke del instituto de medios líder de Asia AJK, Mass Communication Research Center , sobre el área de Sonagachi. Ha ganado el Premio Jeevika al mejor documental sobre medios de vida en la India.
La película Mahanadhi, del popular actor Kamal Haasan , tiene una historia basada en el área. Malayalam Film Calcutta News describe la historia de mujeres víctimas de trata y obligadas a trabajar sexualmente en Sonagachi. 
En su documental The Five Obstructions , el reconocido cineasta danés Lars von Trier le pide al poeta y cineasta experimental Eybi Sulam que nombre el peor lugar del mundo que ha visitado, e inmediatamente Leth responde con "El Barrio Rojo de Calcuta".